# Ponta Delgada (São Vicente)

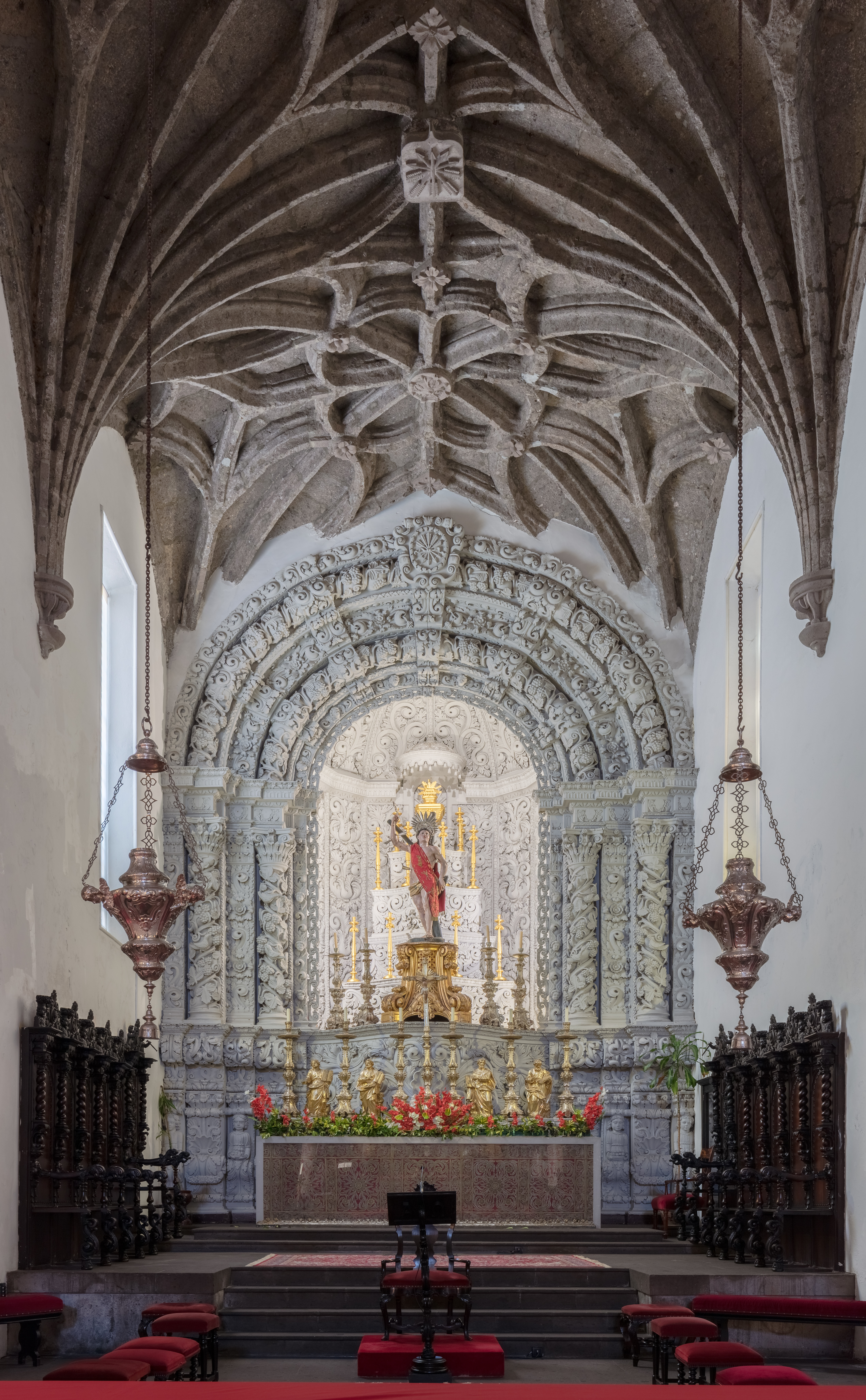
L'église San Sebastián à Ponta Delgada. Juillet 2020.

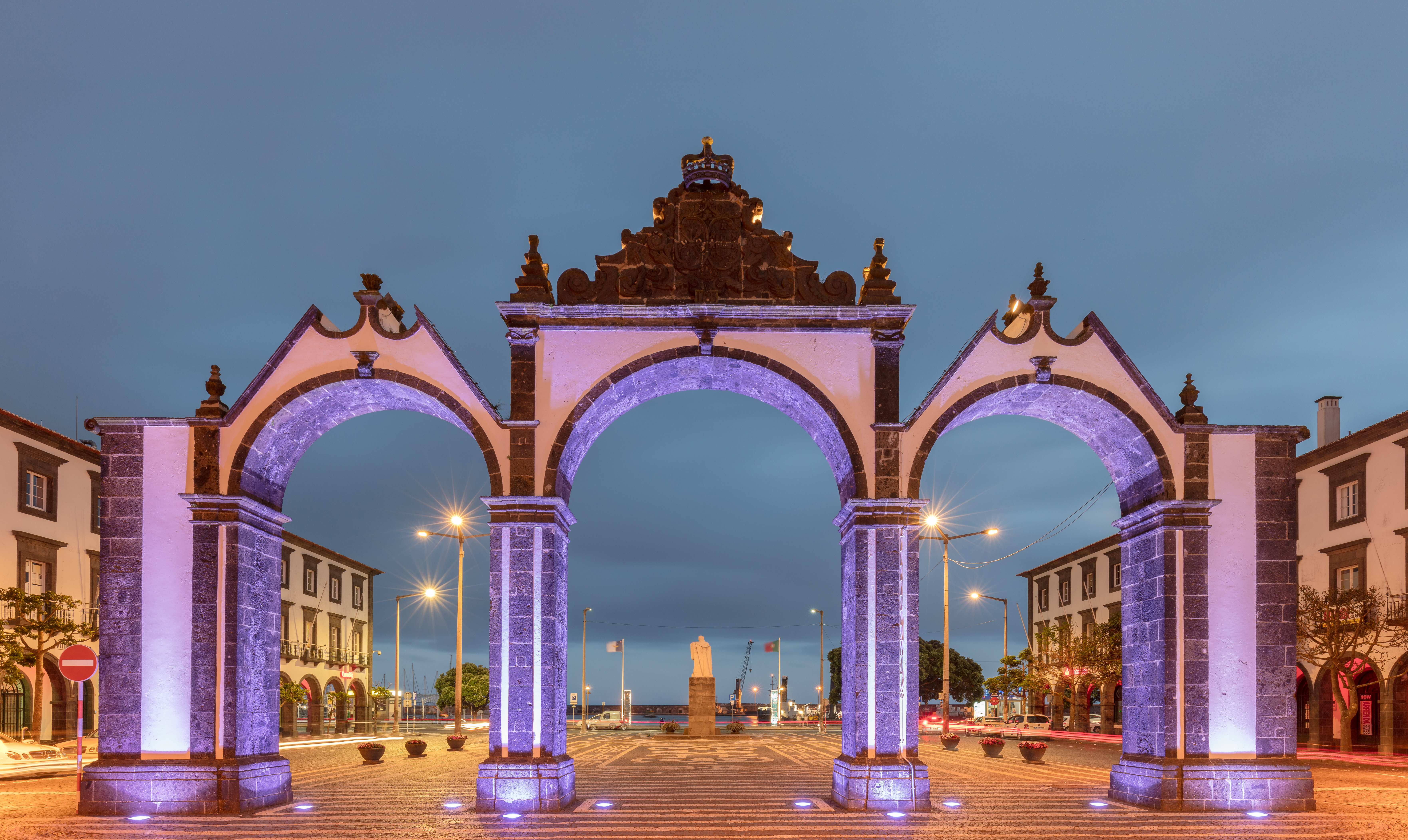
La Portas da Cidade à Ponta Delgada. Juillet 2020.

São Vicente est une freguesia portugaise située dans la ville de São Vicente, dans la région autonome de Madère.
Avec une superficie de 43,70 km2 et une population de 3 336 habitants (2001), la paroisse possède une densité de 76,3 hab/km2.